# テガタゴケ
テガタゴケ（Ptilidium pulcherrimum）は、ウロコゴケ目（分類によってはテガタゴケ目とする）テガタゴケ科の苔類。

## 分布
日本、中国、シベリア、ヨーロッパ、北米などに分布する。高山帯または亜高山帯の針葉樹の樹皮などに生育する。本種は主に樹皮の上で生育する数少ない苔類であり、同属の種であるケテガタゴケでもそのような特徴はみられない。好んで利用する樹種はカバノキ属、ビャクシン属、ヤナギ属等様々である。

## 特徴

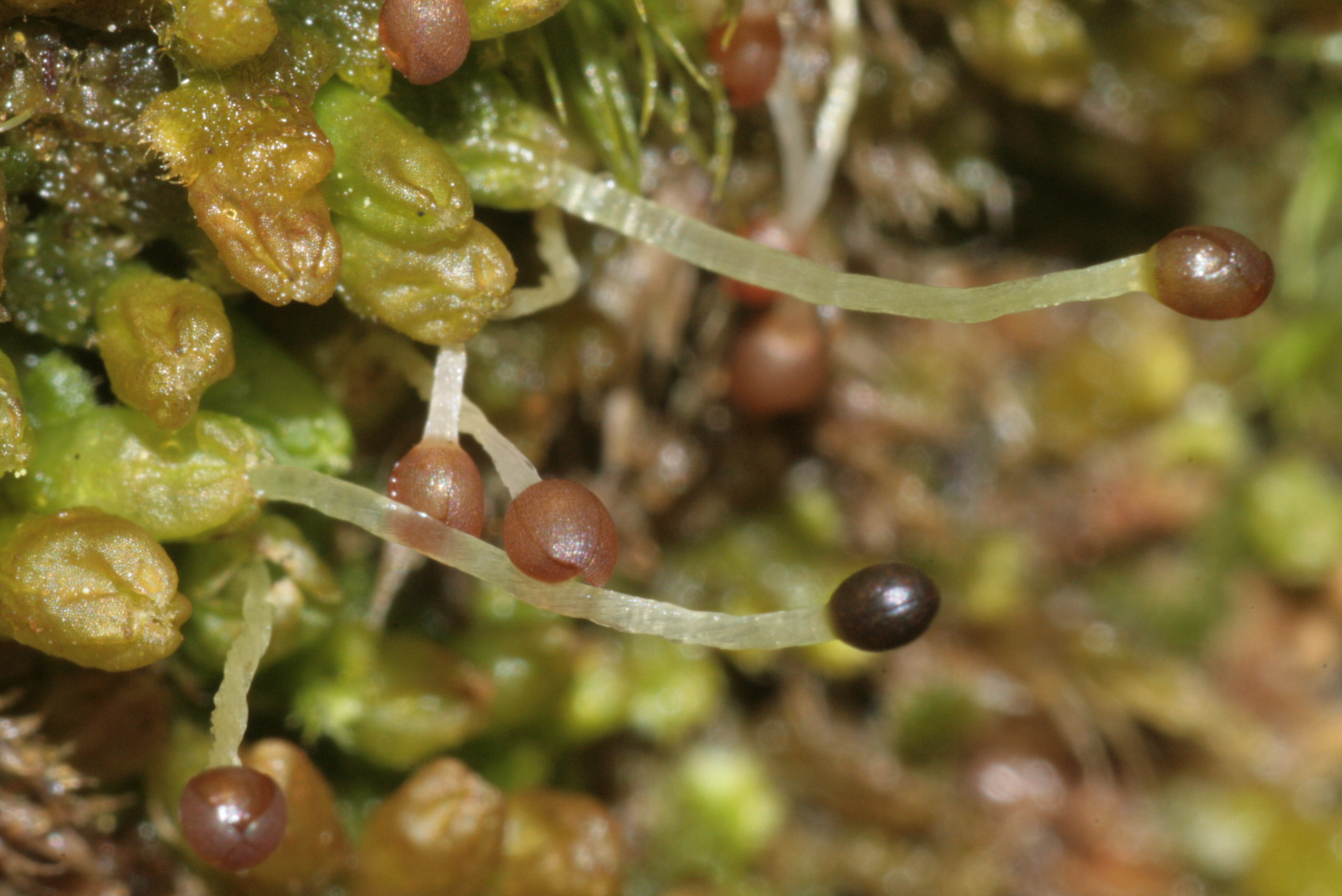
胞子体

茎は黄緑色または赤みがかった緑色で、長さ約3cm、不規則に分枝する。葉は深く4裂し、各裂片の側面には長毛がある。葉の長さは最大1.4mm、葉の幅は最大で1.8mmほどである。雄花は茎の先につくが、胞子体をつけることは稀である。
テガタゴケは葉緑体の全ゲノムが解読されており、その長さは約119kbpである。

## 類似種
同属のケテガタゴケやカリフォルニアテガタゴケに類似するが、この2種では腹葉の葉身が平坦であるのに対し、テガタゴケは腹葉の葉身が膨らむことで区別できる。